# Ambonnay
Ambonnay (prononcé [ɑ̃bɔne]) est une commune française, située dans le département de la Marne en région Grand Est. Elle compte 963 habitants en 2018.
La commune se trouve au sud-est de la montagne de Reims, en bordure de la Champagne crayeuse. Elle est située à presque équidistance des trois principales villes du département : Reims, Châlons-en-Champagne et Épernay. Elle fait partie du parc naturel régional de la Montagne de Reims.
Habitée depuis l'Antiquité, Ambonnay se développe au Moyen Âge. Son centre-ville en témoigne, composé de petites ruelles et entouré de boulevards remplaçant d'anciens fossés. La commune compte trois monuments inscrits ou classés aux monuments historiques : son église Saint-Réol, sa croix de chemin et sa fontaine.
Ambonnay est réputée pour son vignoble, qui occupe plus d'un tiers de son territoire. Ses vignes bénéficient en effet des appellations d'origine contrôlée champagne et coteaux-champenois.

## Géographie

### Localisation
Ambonnay est localisée dans le Centre-Ouest du département de la Marne, dans l'Ouest de la région Grand Est. La commune est située au sud-est de la montagne de Reims, en bordure de la Champagne crayeuse.
À vol d'oiseau, la commune est distante d'environ 16 km d'Épernay au sud-ouest, 19 km de Châlons-en-Champagne à l'est et 23 km de Reims au nord-ouest. Paris se trouve à environ 135 km au sud-ouest de la commune tandis que la capitale régionale, Strasbourg, est située à près de 270 km à l'est d'Ambonnay.
La commune s'étend sur 11,8 km2. Elle est limitrophe des communes de Val de Livre, Verzy et Trépail au nord, de Vaudemange et Isse à l'est, de Condé-sur-Marne et Tours-sur-Marne au sud ainsi que de Bouzy à l'ouest.
| Val de Livre, Verzy | Trépail         | Vaudemange |
| Bouzy               | Ambonnay        | Isse       |
| Tours-sur-Marne     | Condé-sur-Marne |            |

### Relief et géologie

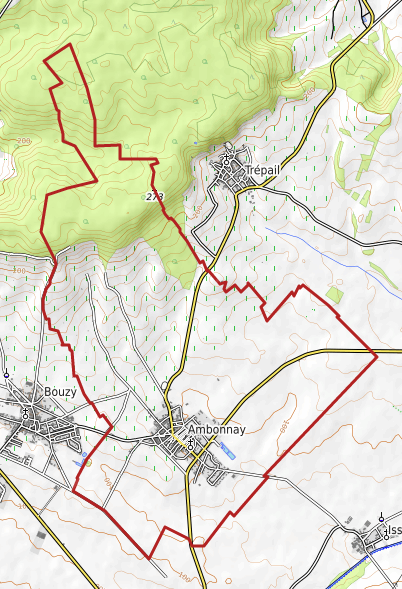
Carte topographique d'Ambonnay.

Le nord de la commune est occupé par la montagne de Reims et ses forêts. C'est à l'extrême nord d'Ambonnay que se trouve son point culminant, à 282 mètres d'altitude,. En allant vers le sud, le plateau de la montagne de Reims est entamé par un vallon ouest-est descendant sous les 220 mètres (le chemin de Vertuelle), avant de dépasser à nouveau les 260 mètres aux lieux-dits Forêt Royale et la Plaine d'Ambonnay. Ces sommets sont formés de meulière de brie, surmontée de colluvions et s'appuyant sur des sables et marnes de l'Yprésien.
À partir de ces lieux-dits, la montagne de Reims se jette dans la plaine de la Champagne crayeuse, vers le sud et le sud-est. Les coteaux — accidentés — accueillent le vignoble de Champagne jusqu'au village d'Ambonnay, situé à une altitude moyenne de 103 mètres. Les coteaux, formés par l'érosion du plateau tertiaire par le Marne et ses affluents, sont recouverts de craie blanche du Santonien et du Campanien. Au sud-est de la commune, en direction d'Isse, l'altitude descend jusqu'à 86 mètres,, dans des vallons composés de colluvions déposés par d'anciens cours d'eau.

### Hydrographie
La commune est dans la région hydrographique « la Seine de sa source au confluent de l'Oise (exclu) » au sein du bassin Seine-Normandie. Elle n'est drainée par aucun cours d'eau,. Des sources se trouvaient toutefois sur le territoire communal. En particulier, au nord-est du village, la fontaine de Crilly a alimenté le village en eau de 1855 à 1976.

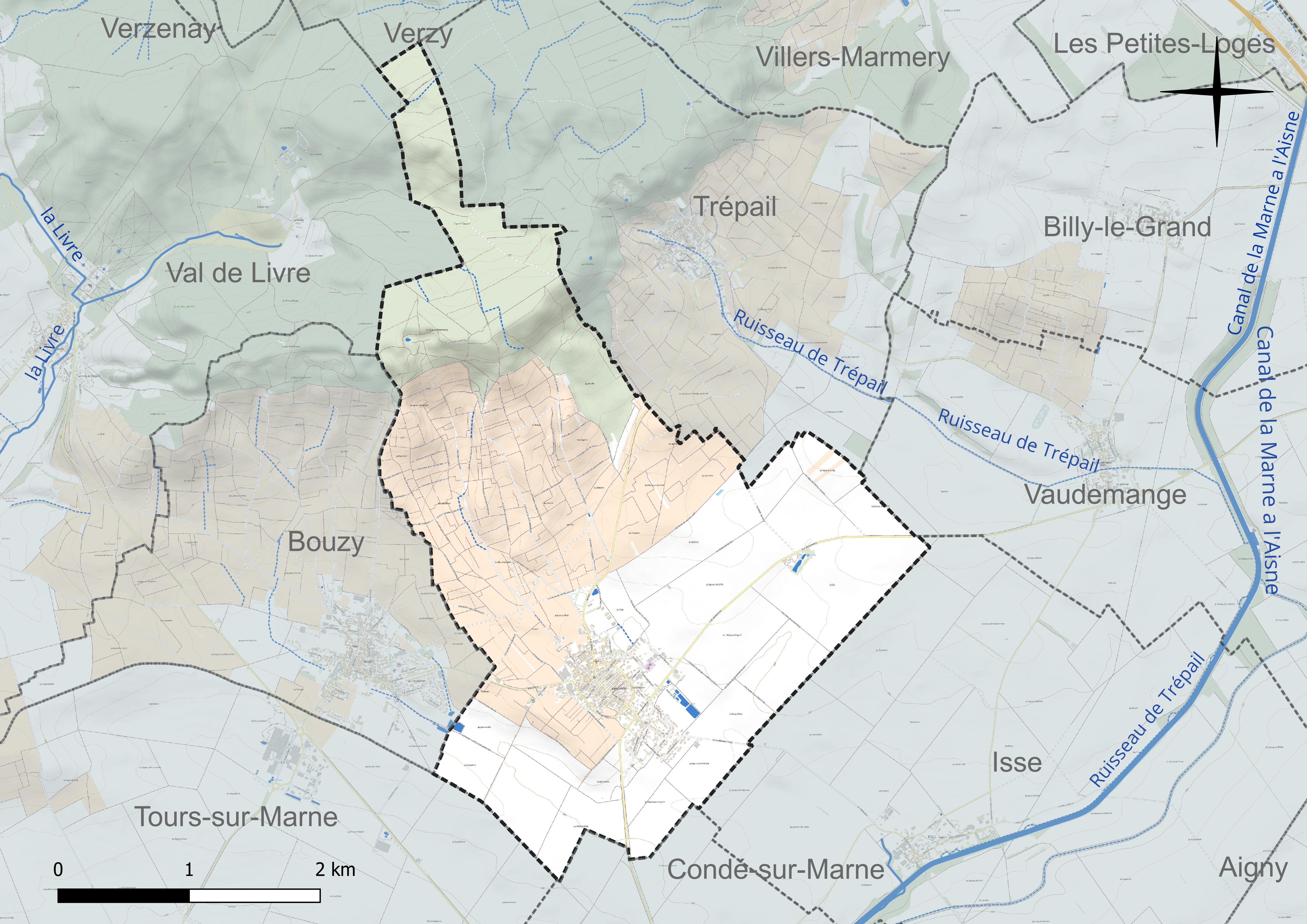
Réseau hydrographique d'Ambonnay.

### Climat
Pour des articles plus généraux, voir Climat du Grand Est et Climat de la Marne.
En 2010, le climat de la commune est de type climat océanique dégradé des plaines du Centre et du Nord, selon une étude du Centre national de la recherche scientifique s'appuyant sur une série de données couvrant la période 1971-2000. En 2020, Météo-France publie une typologie des climats de la France métropolitaine dans laquelle la commune est exposée à un climat océanique altéré et est dans la région climatique Nord-est du bassin Parisien, caractérisée par un ensoleillement médiocre, une pluviométrie moyenne régulièrement répartie au cours de l’année et un hiver froid (3 °C).
Pour la période 1971-2000, la température annuelle moyenne est de 10,5 °C, avec une amplitude thermique annuelle de 16,3 °C. Le cumul annuel moyen de précipitations est de 687 mm, avec 11,3 jours de précipitations en janvier et 7,7 jours en juillet. Pour la période 1991-2020, la température moyenne annuelle observée sur la station météorologique de Météo-France la plus proche, « Bouzy-Civc », sur la commune de Bouzy à 2 km à vol d'oiseau, est de 11,5 °C et le cumul annuel moyen de précipitations est de 687,5 mm. 
La température maximale relevée sur cette station est de 41,2 °C, atteinte le 25 juillet 2019 ; la température minimale est de −20,5 °C, atteinte le 16 janvier 1985,,.
Les paramètres climatiques de la commune ont été estimés pour le milieu du siècle (2041-2070) selon différents scénarios d'émission de gaz à effet de serre à partir des nouvelles projections climatiques de référence DRIAS-2020. Ils sont consultables sur un site dédié publié par Météo-France en novembre 2022.

### Milieux naturels et biodiversité
Ambonnay fait partie du parc naturel régional de la Montagne de Reims.
L'Inventaire national du patrimoine naturel (INPN) recense 484 espèces sur le territoire de la commune, dont 76 espèces protégées et 13 espèces menacées. Parmi ces dernières, on trouve notamment la tourterelle des bois et l'Alisier de Fontainebleau.
Le nord d'Ambonnay est inclus dans la zone naturelle d'intérêt écologique, faunistique et floristique de type II du « massif forestier de la montagne de Reims (versant sud) et étangs associés », qui englobe dix ZNIEFF de type I du versant sud de la montagne de Reims sur une superficie de 4 870 hectares. Une partie de la ZNIEFF constitue une zone spéciale de conservation du réseau Natura 2000. Cet ensemble forestier, qui s'étend sur 1 733 hectares entre Nanteuil-la-Forêt et Villers-Marmery en passant par des forêts du nord d'Ambonnay (la Plaine d'Ambonnay, la Perthe), est notamment remarquable pour ses hêtraies thermophiles et ses ourlets associés, qui accueillent de nombreuses espèces rares et protégées.

## Urbanisme

### Typologie
Au 1er janvier 2024, Ambonnay est catégorisée bourg rural, selon la nouvelle grille communale de densité à sept niveaux définie par l'Insee en 2022.
Elle est située hors unité urbaine et hors attraction des villes,.

### Occupation des sols
L'occupation des sols de la commune, telle qu'elle ressort de la base de données européenne d’occupation biophysique des sols Corine Land Cover (CLC), est marquée par l'importance des territoires agricoles (75,4 % en 2018), une proportion sensiblement équivalente à celle de 1990 (75,9 %). L'évolution de l’occupation des sols de la commune et de ses infrastructures peut être observée sur les différentes représentations cartographiques du territoire : la carte de Cassini (XVIIIe siècle), la carte d'état-major (1820-1866) et les cartes ou photos aériennes de l'IGN pour la période actuelle (1950 à aujourd'hui).

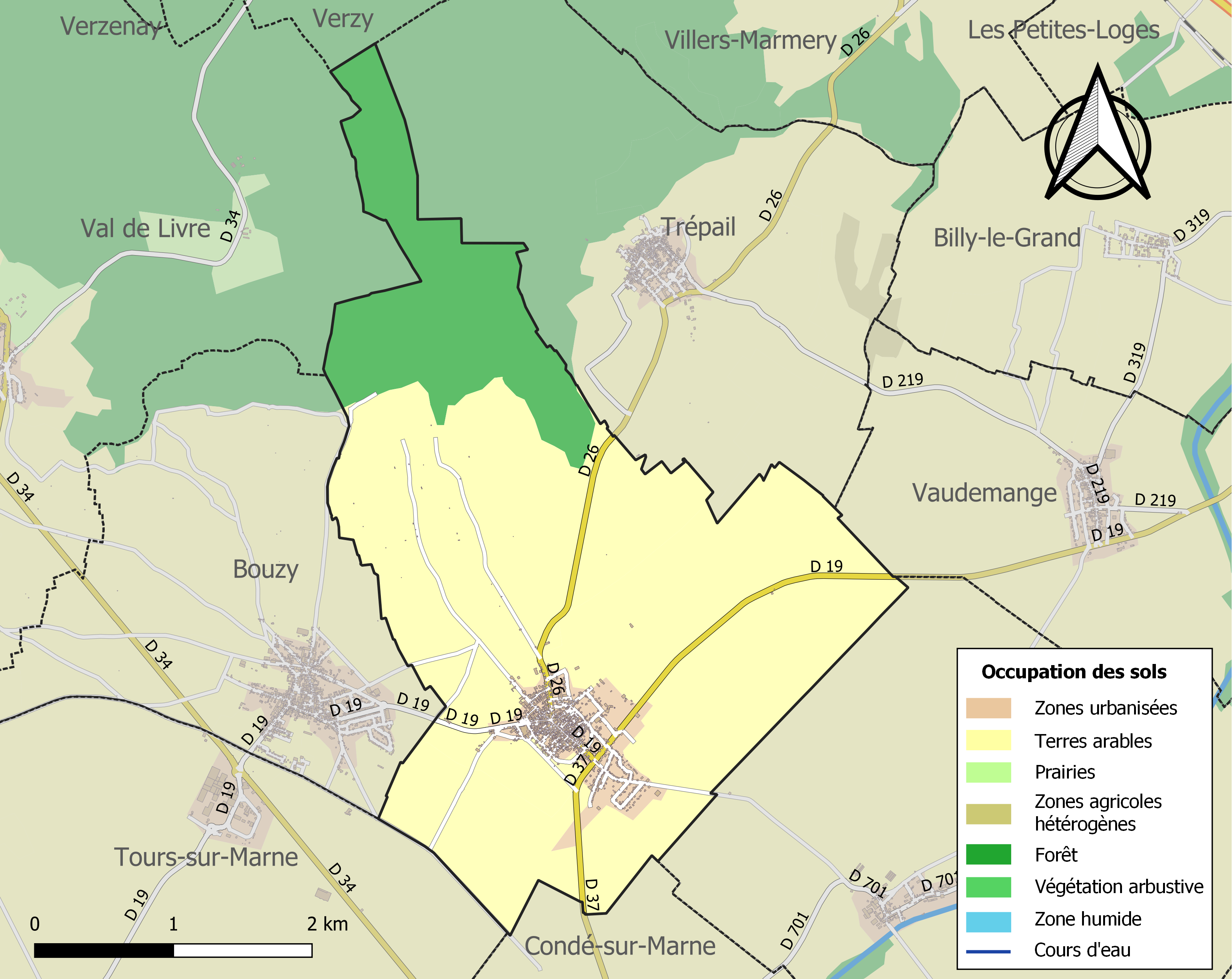
Carte des infrastructures et de l'occupation des sols de la commune en 2018 (CLC).

### Morphologie urbaine
Le village d'Ambonnay se trouve dans un léger talweg, délimité par des champs à l'est et par le vignoble à l'ouest.
Le centre historique, autour de la rue Saint-Vincent, est délimité par les anciens fossés devenus le boulevard des Fossés de rondes et le boulevard des Bermonts,. De par ses ruelles et impasses, il rappelle le passé médiéval d'Ambonnay. Son habitat est historiquement composé de maisons mitoyennes alignées sur rue et de haut murs donnant directement sur la voie, sans trottoir.
Le village s'est par la suite développé « en débordant des fossés », au nord, à l'est et au sud, mais pas à l'ouest où le vignoble a empêché l'extension des espaces urbanisés. Les développements les plus récents, pavillonnaires, se sont notamment faits au sud-est d'Ambonnay au-delà de la route départementale RD 19-RD 37 au lieu-dit l'Image et à l'est du village au lieu-dit les Terres Jaunes). C'est dans ce dernier lotissement qu'ont notamment été construits le groupe scolaire et la maison médicale.
Deux écarts principaux se démarquent du village : le lieu-dit Crilly, comptant une maison à proximité d'un étang et des rares arbres de la plaine, et le lieu-dit le Moulin, dans les vignes sur la route de Bouzy.

### Logement
En 2017, l'Insee recense 472 logements à Ambonnay (30 de plus qu'en 2012). Ces logements sont à 93,6 % des maisons et à 6,4 % des appartements. En conséquence, 89,4 % des résidences principales comptent au moins 4 pièces et 66,8 % en comptent 5 ou plus.
Parmi les logements recensés dans la commune, 82,7 % sont des résidences principales, 5,9 % des résidences secondaires et 11,4 % des logements vacants. Plus de quatre ménages sur cinq sont propriétaires de leur logement (80,3 %), un chiffre supérieur à la moyenne intercommunale (71 %) et à la moyenne départementale (51,2 %).
Le tableau ci-dessous présente une comparaison de quelques indicateurs chiffrés du logement pour Ambonnay, la communauté de communes de la Grande Vallée de la Marne (CCGVM) et le département de la Marne :
|                                        | Ambonnay | CCGVM | Marne   |
| -------------------------------------- | -------- | ----- | ------- |
| Ensemble des logements                 | 472      | 7 459 | 294 041 |
| Part des résidences principales (en %) | 82,7     | 88,2  | 88,4    |
| Part des résidences secondaires (en %) | 5,9      | 2,8   | 2,7     |
| Part des logements vacants (en %)      | 11,4     | 8,9   | 8,9     |

Parmi les 384 résidences principales construites avant 2015, 38,3 % l'avaient été avant 1945, 12,9 % entre 1946 et 1970, 26,6 % entre 1971 et 1990, 11,3 % entre 1991 et 2005 et 10,8 % depuis 2006.
Le tableau ci-dessous présente l'évolution du nombre de logements sur le territoire de la commune, par catégorie, depuis 1968 :
|                        | 1968 | 1975 | 1982 | 1990 | 1999 | 2007 | 2012 | 2017 |
| ---------------------- | ---- | ---- | ---- | ---- | ---- | ---- | ---- | ---- |
| Résidences principales | 276  | 282  | 302  | 334  | 355  | 383  | 376  | 390  |
| Résidences secondaires | 4    | 8    | 10   | 12   | 39   | 8    | 5    | 28   |
| Logements vacants      | 20   | 41   | 29   | 25   | 33   | 54   | 60   | 54   |
| Total                  | 300  | 331  | 341  | 371  | 427  | 445  | 442  | 472  |

### Voies de communication et transports
Le village d'Ambonnay est traversé selon un axe nord-ouest–sud-est par la route départementale 19 (RD 19), qui forme sa rue principale, la rue Saint-Vincent. La route arrive sur la commune depuis Bouzy à l'ouest (rue de Bouzy), en provenance de Tours-sur-Marne et d'Avize. À la sortie du centre d'Ambonnay, la RD 19 repart vers le nord-est en direction de Vaudemange (rue de Vaudemange) et Mourmelon-le-Grand.
Dans le village, la RD 19 est le point de départ de deux autres routes départementales : la RD 26 qui part vers le nord en direction de Trépail (rue de Trépail) puis longe le coteaux nord de la montagne de Reims jusqu'au massif de Saint Thierry ainsi que la RD 37 qui part vers le sud en direction de Condé-sur-Marne (rue de Condé) puis de Vertus. Ambonnay est reliée à Isse, vers l'est, par une route communale.
La route et la voiture sont le principal moyen d'accès à la commune. À titre d'exemple, en 2017, plus de 81 % des actifs de la commune se rendent sur leur lieu de travail en voiture (10 % s'y rendent à pieds ou à vélo et 8 % ne se déplacent pas). La même année, presque tous les ménages d'Ambonnay sont équipés d'un véhicule : 96,1 % des ménages possèdent une voiture et 53,5 % en comptent au moins deux.
La commune n'est pas desservie par le chemin de fer, les gares les plus proches se trouvent à Avenay et Mourmelon-le-Petit. L'aérodrome le plus proche est l'aérodrome d'Épernay - Plivot.

### Risques naturels et technologiques
Le territoire d'Ambonnay est vulnérable à différents risques naturels. La commune est dans l'obligation d'élaborer et publier un document d'information communal sur les risques majeurs ainsi qu'un plan communal de sauvegarde. Elle n'est cependant concernée par aucun risque technologique particulier.
Ambonnay est concernée par les risques de mouvements de terrain. La commune est comprise dans le périmètre du plan de prévention des risques « glissement de terrain de la Côte d'Ile-de-France - secteur de la vallée de la Marne des tranches 1 et 2 » approuvé en 2014 ; la montagne de Reims est en effet considérée comme un « secteur propice aux glissements de terrain ». Ambonnay a fait l'objet de plusieurs arrêtés reconnaissant l'état de catastrophe naturelle pour des inondations et coulées de boue parfois accompagnées de mouvements de terrain (en 1983, 1999 et 2007).
La commune est affectée par le phénomène de retrait-gonflement des argiles (risque moyen). Le risque sismique est très faible sur son territoire. De même, le potentiel radon de la commune est faible. On compte par ailleurs une cavité souterraine sur son territoire.

## Toponymie
Le nom du village proviendrait du gallo-romain Amboniacus, formé du nom Ambon et du suffixe -iacum (signalant l'appartenance d'un domaine à une personne de ce nom). Ce toponyme apparaît dès le XIe siècle. Selon le Dictionnaire topographique du département de la Marne d'Auguste Longnon, le nom d'Ambonnay apparaît en 1428.
Le toponyme Crilly, présent sur le territoire de la commune, est dû à la présence de la commanderie de Crilly de l'Ordre de Saint-Jean de Jérusalem au XIIIe siècle. Au XVIIIe siècle, le lieu porte le de nom de Crilly le Moulin, par la présence d'un moulin à vent qui est encore visible sur certaines cartes postales.

## Histoire

### Antiquité
Ambonnay est fondée sur une ancienne villa gallo-romaine.

### Moyen Âge et Époque moderne

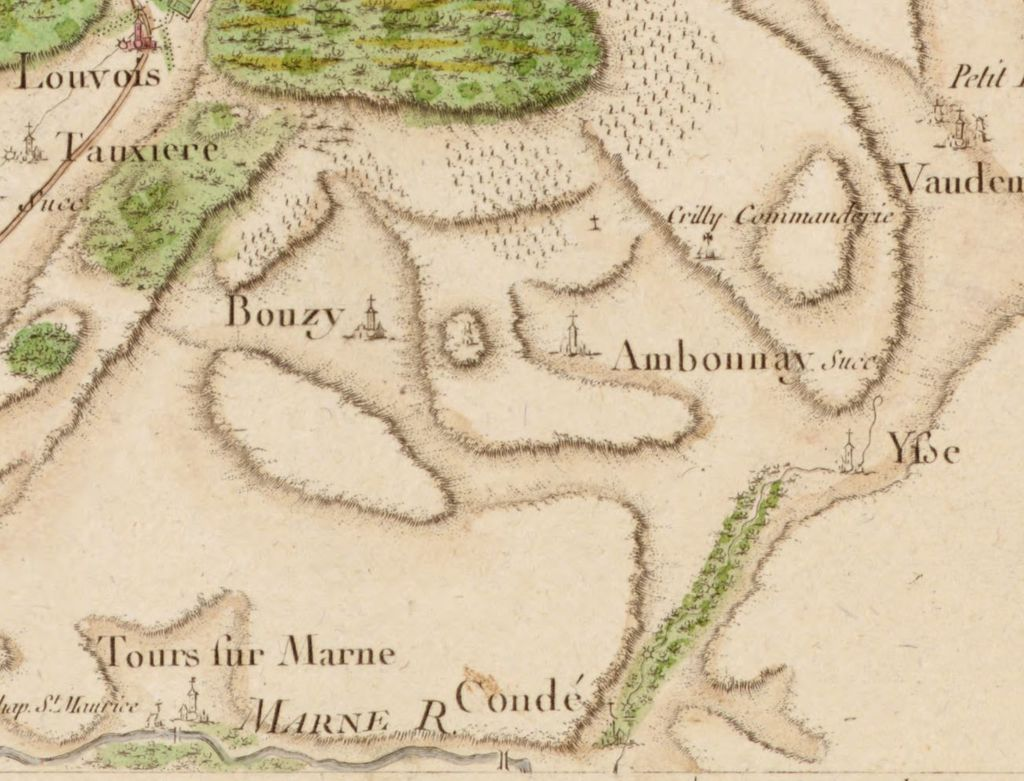
Ambonnay et les villages alentour sur la carte de Cassini.

Par lettre patente de juillet 1578, le roi de France Henri III accorde au village le droit d'ériger des remparts et de tenir une foire annuelle consacré aux vins (à la Saint-Luc).
À la fin de l'Ancien Régime, Ambonnay est rattachée aux bailliage de Châlons et d'Épernay et à l'élection d'Épernay, au sein de la généralité de Châlons. Sa paroisse appartient alors au doyenné d'Épernay dans l'archidiocèse de Reims.

### Les Hospitaliers
Au XIIIe siècle, les abords du village accueillent la commanderie de Crilly de l'ordre de Saint-Jean de Jérusalem, au lieu-dit de Crilly. Si la commanderie disparaît au XVe siècle, ruinée par les guerres, son domaine et sa chapelle dédiée à saint Jean Baptiste subsistent encore plusieurs siècles. L'ensemble est détruit en 1820 pour construire une nouvelle ferme. Une croix marque par la suite son emplacement.

### Époque contemporaine
La commune d'Ambonnay est créée à la Révolution française dans le département de la Marne. Elle est d'abord rattachée au canton de Louvois, au sein du district d'Epernay. En 1801, le nombre de cantons marnais passe de 74 à 32 ; le canton de Louvois est supprimé et Ambonnay rejoint le canton d'Ay dans l'arrondissement de Reims.
Au début du XXe siècle, les chemins de fer de la Banlieue de Reims (CBR) relient Ambonnay à Reims (par Verzy en 1901), puis à Châlons-sur-Marne (1904) et Épernay (par Mareuil-sur-Ay en 1905). Les lignes desservant Ambonnay ferment toutefois en 1933.

## Politique et administration

### Rattachements administratifs et électoraux
Du point de vue administratif, la commune est rattachée à l'arrondissement d'Épernay, dans le département de la Marne en région Grand Est. Jusqu'en 2006, elle appartenait à l'arrondissement de Reims.
Sur le plan électoral, Ambonnay fait partie du canton d'Épernay-1 (pour les élections départementales) et de la troisième circonscription de la Marne (pour les élections législatives). Avant le redécoupage cantonal de 2014, elle faisait partie du canton d'Ay.

### Intercommunalité
Ambonnay fait partie de la communauté de communes de la Grande Vallée de la Marne (CCGVM) depuis un arrêté préfectoral du 28 décembre 2010. Elle faisait auparavant partie de la communauté de communes de la Côte des Noirs, dissoute le 29 décembre 2010 après le départ de toutes ses communes (sauf Bouzy) pour intégrer la CCGVM.
Au 1er janvier 2021, la commune appartient également aux intercommunalités suivantes (syndicats mixtes) : le SM de la Marne Moyenne (pour la compétence GEMAPI), le SM intercommunal d'énergies de la Marne (SIEM) et le SM de réalisation et de gestion du parc naturel régional de la Montagne de Reims.

### Tendances politiques et résultats
Depuis 2000, l'électorat d'Ambonnay vote à droite à toutes les élections, à l'exception de quelques élections cantonales (remportées par le maire socialiste d'Ay, président de la communauté de communes) et des élections européennes de 2019 (remportées par le Rassemblement national).

### Administration municipale

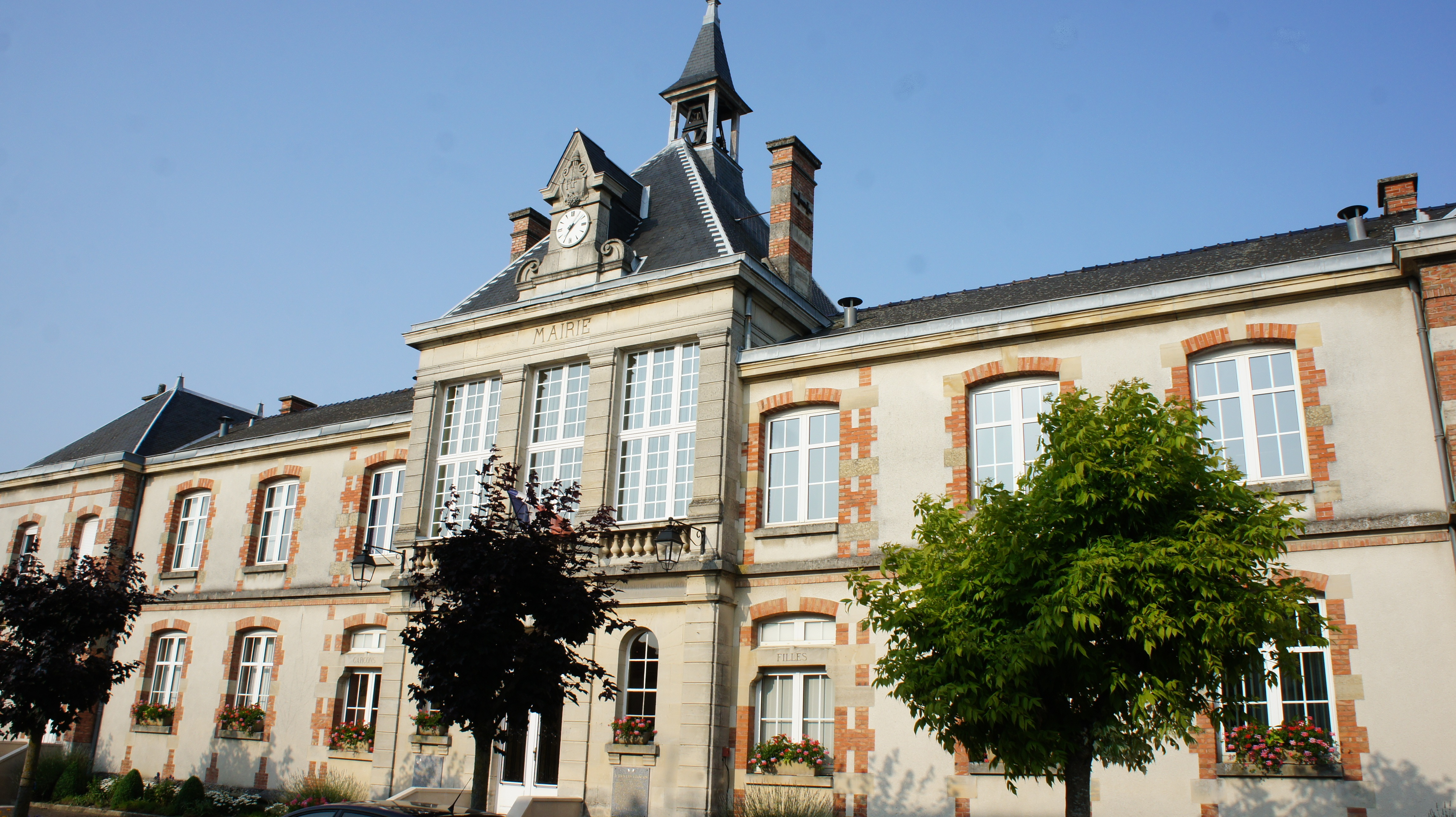
L'hôtel de ville.

| Période                                  | Période                   | Identité             | Étiquette | Qualité      |
| ---------------------------------------- | ------------------------- | -------------------- | --------- | ------------ |
| Les données manquantes sont à compléter. |                           |                      |           |              |
| avant 1877                               | après 1879                | Barancourt           |           |              |
| ?                                        | 1888?                     | Louis-Auguste Huguet |           |              |
| 1879                                     |                           | Barancourt           |           |              |
| Les données manquantes sont à compléter. |                           |                      |           |              |
| (maire en 1981)                          |                           | Romulus Parent       |           |              |
| Les données manquantes sont à compléter. |                           |                      |           |              |
| 2001                                     | 2020                      | Éric Rodez           |           | Viticulteur  |
| 2020                                     | En cours (au 24 mai 2021) | Nathalie Couturier   |           | Viticultrice |

### Jumelage
Ambonnay est jumelée avec Kinheim en Allemagne depuis 1971.

## Équipements et services publics

### Eau et assainissement
L'approvisionnement en eau potable et l'assainissement des eaux usées sont des compétences de la communauté de communes de la Grande Vallée de la Marne (CCGVM).
En 2019, les deux installations de production d'eau potable en état de fonctionnement de l'intercommunalité sont le captage de Bisseuil et le forage de Tauxières-Mutry. Concernant le stockage de l'eau potable, Ambonnay n'accueille aucun réservoir, le plus proche étant le château d'eau de Bouzy d'une capacité de 300 m3.
L'assainissement des eaux usées de la commune est assuré, de manière collective, par une station d'épuration à boue activée d'une capacité de 1 100 équivalents-habitants. La station se trouve à l'est du village.

### Gestion des déchets
La CCGVM est également compétente en matière de déchets. Elle organise le ramassage des déchets, en distinguant les ordures ménagères, les biodéchets, les déchets recyclables, le verre et les ordures ménagères des habitats collectifs (Ambonnay n'est pas concernée par cette dernière prestation). Les déchets (hors verre) sont ensuite valorisés par le syndicat de valorisation des ordures ménagères de la Marne (SYVALOM).
La CCGVM met à disposition de ses habitants quatre déchetteries à Aÿ, Dizy, Mareuil-sur-Ay et Tours-sur-Marne.

### Enseignement
Ambonnay fait partie de l'académie de Reims. La commune dispose d'un groupe scolaire situé rue Saint-Eloi, composé d'une école maternelle d'une trentaine d'élèves et d'une école élémentaire comptant plus de 70 élèves. Les activités périscolaires et le centre de loisirs sont gérés par l'association La Coccinnelle.
Les enfants d'Ambonnay sont ensuite rattachés au collège Victor-Duruy de Châlons-en-Champagne. Les lycées se rendent à Châlons-en-Champagne ou Épernay.
Pour les plus jeunes, la commune compte une crèche, d'une capacité de 25 enfants.

### Équipements culturels et sportifs
Ambonnay est équipée d'une bibliothèque municipale et d'une salle multimédia (au sein de la mairie).
La commune compte un terrain de sport (football), situé au nord du village. Une aire de jeux pour enfants est aménagée derrière l'église. Le sentier de grande randonnée 14 traverse le territoire de la commune, sur le plateau, entre Louvois et Trépail.

### Santé
Ambonnay dispose d'un pôle médical, regroupant plusieurs médecins généralistes, kinésithérapeutes, orthophonistes et podologues ainsi qu'une diététicienne et infirmière.

### Poste et télécommunications
Une agence communale de La Poste est située boulevard des Fossés de Ronde. En 2021, elle est ouverte en semaine de 10 h à 12 h 30 puis de 13 h 30 à 14 h 45 ainsi que le samedi matin.

### Justice et sécurité
Du point de vue judiciaire, Ambonnay relève du conseil de prud'hommes, du tribunal de commerce, du tribunal judiciaire, du tribunal paritaire des baux ruraux et du tribunal pour enfants de Reims, dans le ressort de la cour d'appel de Reims. Pour le contentieux administratif, la commune dépend du tribunal administratif de Châlons-en-Champagne et de la cour administrative d'appel de Nancy.
Ambonnay est située en secteur Gendarmerie nationale et dépend de la brigade d'Aÿ-Champagne.
En matière d'incendie et de secours, les casernes les plus proches sont le centre de secours de Tours-sur-Marne et le centre de secours principal d'Épernay, qui dépendent du Service départemental d'incendie et de secours (SDIS) de la Marne. La commune bénéficie également du centre de première intervention intercommunal de la Grande Vallée de la Marne. Le centre, situé à Aÿ et composé d'une vingtaine de sapeurs-pompiers volontaires, dispose d'une section à Ambonnay.

## Population et société

### Démographie
Les habitants de la commune sont les Ambonnagéens et les Ambonnagéennes.

#### Évolution de la population
Ambonnay a connu une certaine croissance dans la deuxième moitié du XIXe siècle, passant d'environ 600 habitants en 1846 à plus de 1 000 en 1901. Sa population décline à partir de la Première Guerre mondiale avant d'augmenter à nouveau, de manière discontinue, à partir des années 1950.
L'évolution du nombre d'habitants est connue à travers les recensements de la population effectués dans la commune depuis 1793. Pour les communes de moins de 10 000 habitants, une enquête de recensement portant sur toute la population est réalisée tous les cinq ans, les populations de référence des années intermédiaires étant quant à elles estimées par interpolation ou extrapolation. Pour la commune, le premier recensement exhaustif entrant dans le cadre du nouveau dispositif a été réalisé en 2004.

En 2022, la commune comptait 962 habitants, en évolution de −1,43 % par rapport à 2016 (Marne : −1,19 %, France hors Mayotte : +2,11 %).
| 1793 | 1800 | 1806 | 1821 | 1831 | 1836 | 1841 | 1846 | 1851 |
| ---- | ---- | ---- | ---- | ---- | ---- | ---- | ---- | ---- |
| 457  | 408  | 504  | 495  | 532  | 583  | 578  | 601  | 631  |

| 1856 | 1861 | 1866 | 1872 | 1876 | 1881 | 1886 | 1891 | 1896 |
| ---- | ---- | ---- | ---- | ---- | ---- | ---- | ---- | ---- |
| 614  | 628  | 671  | 653  | 700  | 690  | 826  | 884  | 984  |

| 1901  | 1906  | 1911  | 1921 | 1926 | 1931 | 1936 | 1946 | 1954 |
| ----- | ----- | ----- | ---- | ---- | ---- | ---- | ---- | ---- |
| 1 036 | 1 087 | 1 094 | 980  | 906  | 853  | 801  | 780  | 766  |

| 1962 | 1968 | 1975 | 1982 | 1990 | 1999 | 2004 | 2006 | 2009 |
| ---- | ---- | ---- | ---- | ---- | ---- | ---- | ---- | ---- |
| 834  | 858  | 817  | 801  | 917  | 934  | 938  | 957  | 920  |

| 2014 | 2019 | 2022 | - | - | - | - | - | - |
| ---- | ---- | ---- | - | - | - | - | - | - |
| 973  | 957  | 962  | - | - | - | - | - | - |

#### Pyramide des âges
La population de la commune est relativement jeune. En 2018, le taux de personnes d'un âge inférieur à 30 ans s'élève à 36,2 %, soit en dessous de la moyenne départementale (36,9 %). À l'inverse, le taux de personnes d'âge supérieur à 60 ans est de 22,3 % la même année, alors qu'il est de 25,3 % au niveau départemental.
En 2018, la commune comptait 490 hommes pour 473 femmes, soit un taux de 50,88 % d'hommes, largement supérieur au taux départemental (48,4 %).
Les pyramides des âges de la commune et du département s'établissent comme suit.
| Hommes | Classe d’âge | Femmes |
| ------ | ------------ | ------ |
| 1,0    | 90 ou +      | 0,9    |
| 4,1    | 75-89 ans    | 8,1    |
| 15,4   | 60-74 ans    | 15,1   |
| 22,2   | 45-59 ans    | 22,8   |
| 20,1   | 30-44 ans    | 17,9   |
| 14,4   | 15-29 ans    | 14,9   |
| 22,8   | 0-14 ans     | 20,4   |

| Hommes | Classe d’âge | Femmes |
| ------ | ------------ | ------ |
| 0,6    | 90 ou +      | 1,8    |
| 6,5    | 75-89 ans    | 9,2    |
| 16,5   | 60-74 ans    | 17,8   |
| 19,7   | 45-59 ans    | 19,1   |
| 18,6   | 30-44 ans    | 17,5   |
| 19,9   | 15-29 ans    | 18,2   |
| 18,2   | 0-14 ans     | 16,6   |

### Vie associative
En 2021, le site internet de la commune recense 19 associations sur son territoire : quatre associations sportives (chasse, football, pétanque, tennis de table), quatre associations de vignerons (dont la confrérie de la Saint-Vincent), trois associations sociales ou scolaires, trois associations de propriétaires, une association culturelle, une association de sapeurs-pompiers et son amicale, une association des anciens combattants ainsi qu'un comité des fêtes.

### Manifestations culturelles et festivités
En octobre, la commue organise un salon des vins et de la gastronomie, qui accueille généralement une trentaine d'exposants venant de toute la France.
Ambonnay participe par ailleurs aux événements culturels intercommunaux et accueille notamment des concerts dans le cadre du festival « Musiques en Champagne »

### Cultes
L'église Saint-Réol est de confession catholique. Ambonnay fait partie de la paroisse « la grappe et l'épi », dépendant du diocèse de Reims, avec les villages voisins de Bisseuil, Bouzy, Tours-sur-Marne et Val de Livre. Son siège est à Bouzy.

## Économie

### Revenus de la population et fiscalité
En 2018 (données Insee publiées en janvier 2021), la commune compte 380 ménages fiscaux, regroupant 986 personnes. Le revenu fiscal médian déclaré par unité de consommation est alors de 25 820 €, légèrement supérieur à celui de la communauté de communes de la Grande Vallée de la Marne (25 010 €) et plus nettement supérieur à celui du département de la Marne (21 650 €).

### Emploi
Ambonnay appartient au bassin d'emploi d'Épernay.
En 2017, 599 Ambonnagéens et Ambonnagéennes ont entre 15 et 64 ans. Parmi ceux-ci, le taux d'activité est de 82,9 % (contre 78,7 % dans la communauté de communes et 73,2 % dans la Marne). Le taux de chômage pour cette tranche d'âge est alors de 6,9 %, un taux inférieur au taux intercommunal (7,4 %) et départemental (13,7 %).
Ambonnay compte 375 emplois en 2017, en hausse par rapport aux 356 emplois recensés en 2012. Le nombre d'actifs ayant un emploi et résidant à Ambonnay étant de 477, l'indicateur de concentration d'emploi est de 78,6 %, ce qui signifie que la commune offre environ près de quatre emplois pour cinq habitants actifs. 185 Ambonnagéens travaillent sur la commune, soit 38,9 % des actifs ayant un emploi (un chiffre en forte baisse par rapport aux 44,3 % de 2012 et 47,4 % de 2007).
Parmi les 375 emplois dénombrés à Ambonnay en 2017, 256 sont salariés (68,1 %) et 120 sont non salariés (31,9 %). Ces chiffres sont comparables avec l'ensemble des actifs résidant à Ambonnay, qui sont salariés à 73,9 %.

### Entreprises et commerces
Au 31 décembre 2018, l'Insee recense 66 établissements (hors agriculture) à Ambonnay.
Outre la poste, Ambonnay accueille plusieurs commerces : boulangerie-pâtisserie, boutique de produits du terroir, traiteur, fleuriste, restaurant. La commune organise également un marché le vendredi matin.

### Viticulture
La viticulture joue un rôle important dans l'économie locale. La commune est située au sein des appellations d'origine contrôlée : champagne (AOC) et coteaux-champenois.
Le site internet de la commune recense une cinquante de maisons de champagne sur son territoire. Le vignoble d'Ambonnay s'étend sur environ 389 ha, composé à 83 % de pinot meunier et à 17 % de chardonnay. On y produit notamment un « Ambonnay rouge », non pétillant.
Le « Clos d'Ambonnay » est l'une des cuvées les plus prestigieuses de la maison de Champagne Krug, qui prévoit d'installer sur la commune une nouvelle cuverie en 2023.

## Culture locale et patrimoine

### Lieux et monuments
Ambonnay compte trois monuments inscrits ou classés aux monuments historiques.
L'église Saint-Réol est classée depuis 1922. Elle est consacrée à Rieul de Reims, évêque de Reims du VIIe siècle,. L'édifice date principalement des XIIe et XIIIe siècles, mais ses plus anciens éléments — dont les premiers étages de sa tour — semblent remonter au XIe siècle. De style roman, l'église contient certains éléments gothiques au niveau de ses chapelles, remaniées au XVIe siècle. Son abside à cinq pans est particulièrement remarquable. Elle abrite des fonts baptismaux de style Renaissance de 1550 et une statue en pierre de saint Jean-Baptiste du XVIe siècle, qui sont également classés,.
La croix de chemin en pierre située sur la place de l'ancien marché est datée de 1582. Elle est classée monument historique depuis 1905. Décorée de feuilles de vigne et d'olivier, elle repose sur un socle représentant les évangélistes.
La fontaine de 1853 est construite par l'architecte Tortat à la demande de la commune, à la croisée des routes de Bouzy et Trépail. Inscrite aux monuments historiques depuis 2003, elle est de style Second Empire. Marquant le début de la rue Saint-Vincent, la fontaine hexagonale voir jaillir l'eau de trois mascarons.

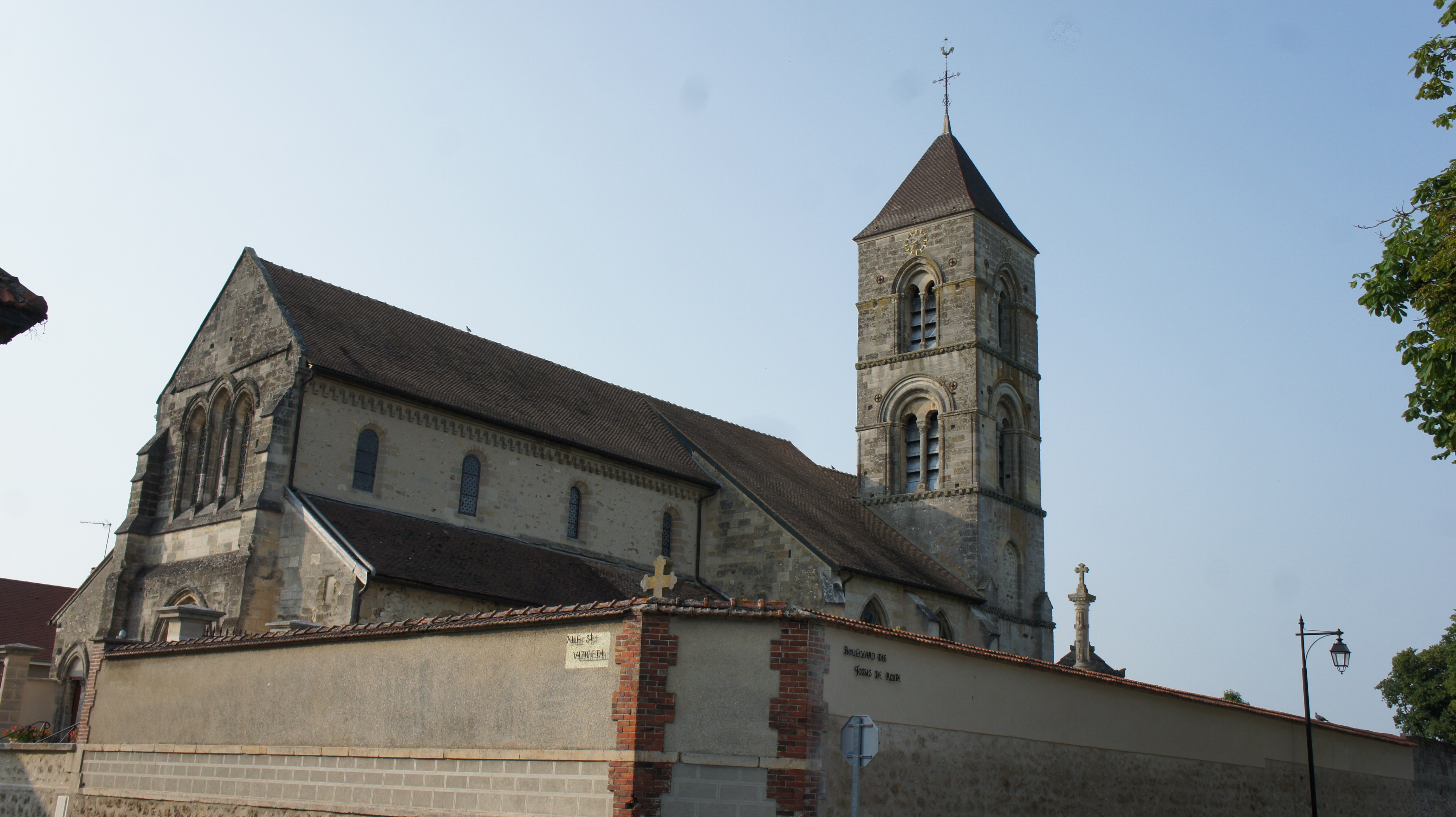
L'église.
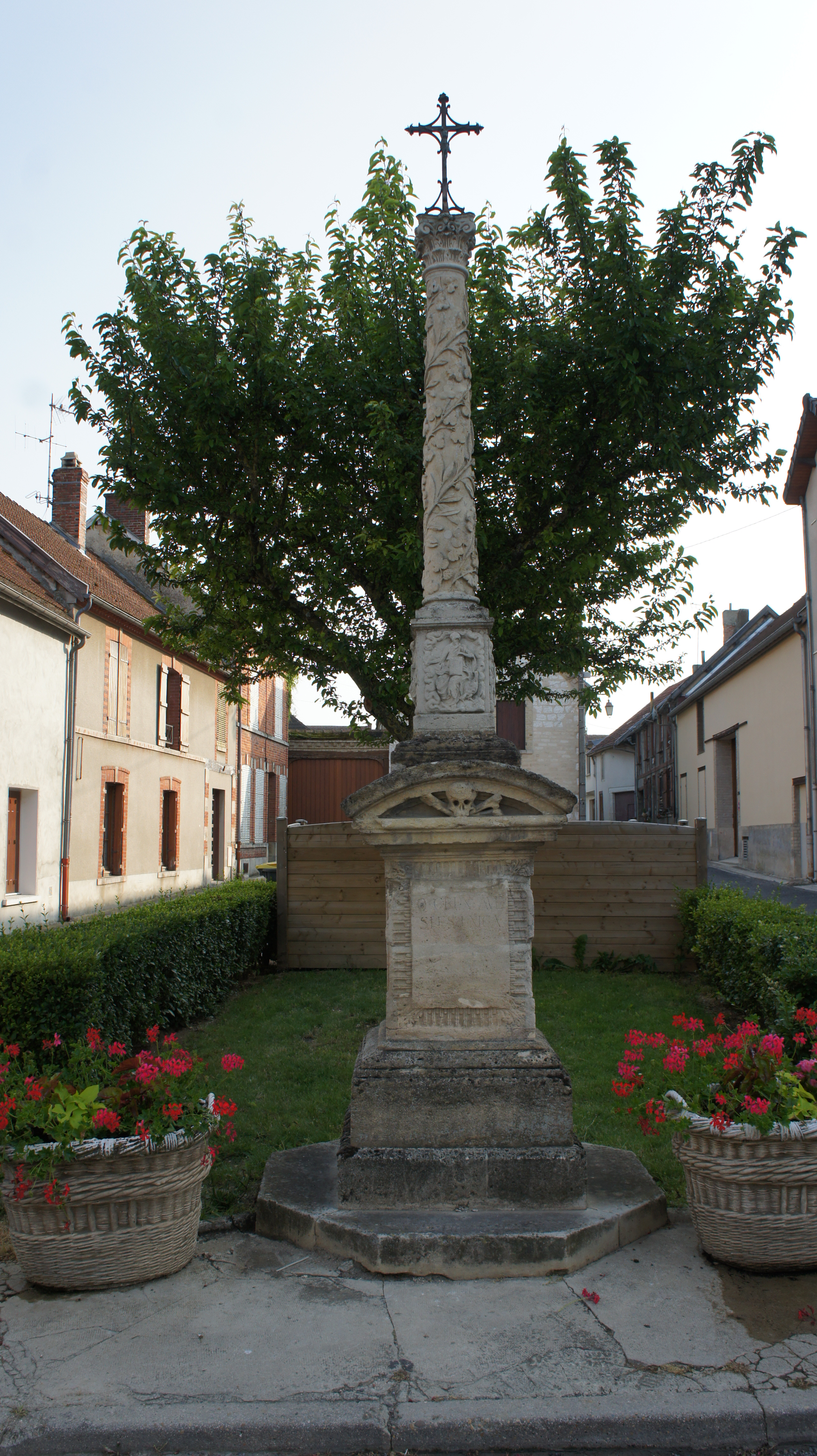
La croix de chemin.
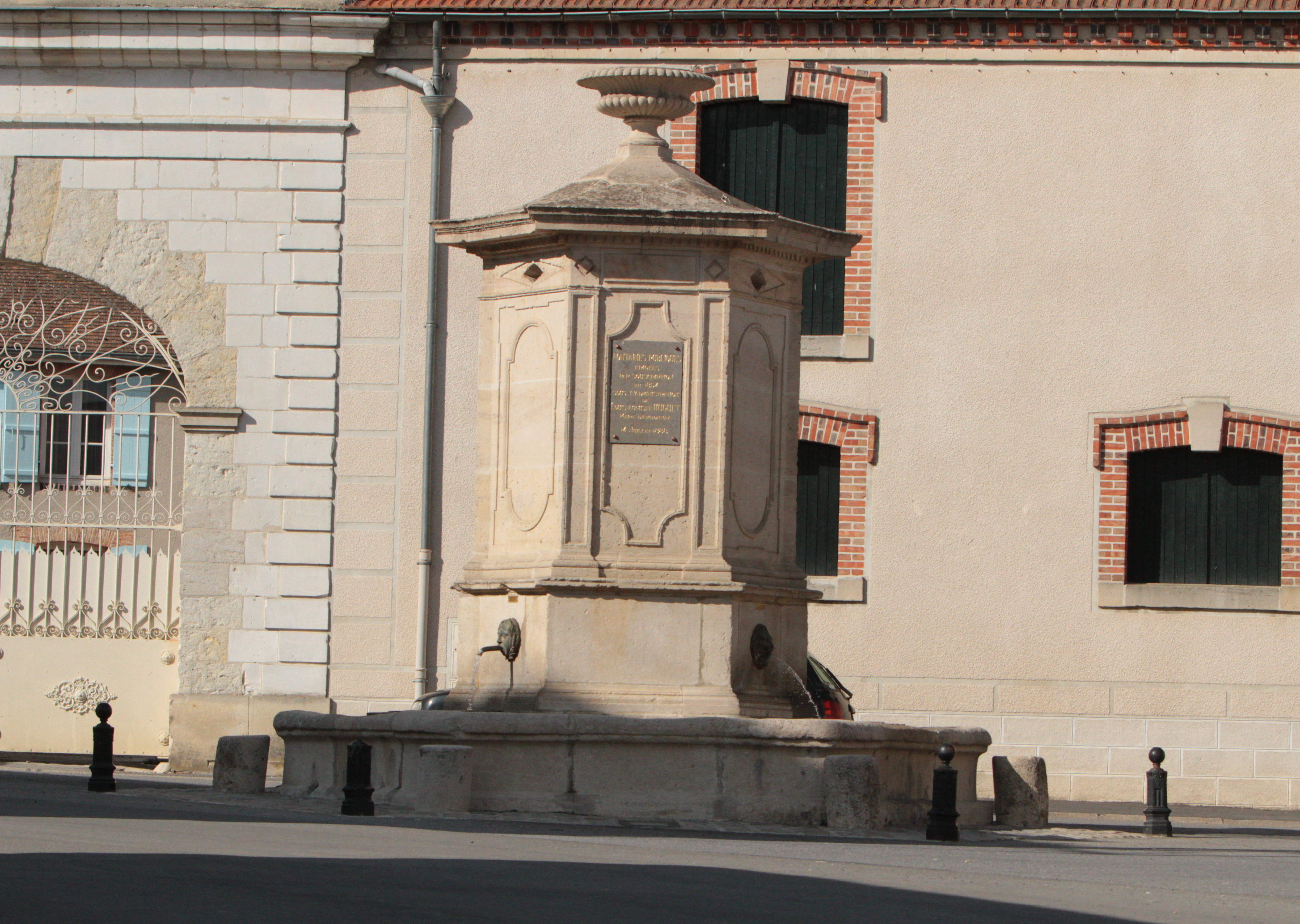
La fontaine.

### Héraldique
| Blason de Ambonnay | Blason  | Écartelé : au 1er d'argent au cep de vigne de sinople, fruité de pourpre et terrassé de sable, au 2e de gueules à la tête de crosse d'or mouvant de la pointe, au 3e de sinople à la croisette latine, alésée et ancrée de gueules, bordée d'or, au 4e d'argent à trois fleurs de lis de sinople mal ordonnées. |
| Blason de Ambonnay | Détails | Le statut officiel du blason reste à déterminer. |

### Personnalités liées à la commune
- Pascal Fétizon, athlète né en 1962.